# Legumicultură
Legumicultura este o ramură a agronomiei care se ocupă cu cultivarea sistematică a legumelor pentru consum alimentar, industrial sau ornamental. Aceasta include selecția soiurilor, aplicarea tehnicilor de cultivare, gestionarea solurilor și combaterea bolilor și dăunătorilor, având ca scop obținerea unor recolte de calitate superioară. Legumicultura joacă un rol esențial în asigurarea securității alimentare, contribuind la o dietă echilibrată și la dezvoltarea economică a regiunilor agricole. În România, bazinele legumicole precum Matca, Dăbuleni și Vidra sunt renumite pentru producția intensivă de legume. USAMV București

## Definiție și importanță
Legumicultura studiază și aplică metodele de cultivare a plantelor legumicole, care includ rădăcinoase (ex. morcovi), foliare (ex. salată), fructoase (ex. roșii) și leguminoase (ex. fasole). Importanța sa include:
- Securitatea alimentară: Legumele sunt surse esențiale de vitamine, minerale și fibre.
- Impact economic: Producția de legume susține fermele mici și industria alimentară.
- Sustenabilitate: Culturile legumicole pot fi integrate în practici ecologice, reducând impactul asupra mediului.
- Diversitate culturală: Legumele sunt parte a tradițiilor culinare regionale (ex. ciorba de legume în România).

Legumicultura se practică în câmp deschis, sere, solarii sau sisteme hidroponice, adaptându-se la condițiile climatice și nevoile pieței.

## Metode de cultivare
Legumicultura utilizează diverse metode, în funcție de climă, sol și tehnologie:
- Cultura în câmp deschis: Potrivită pentru legume rezistente (ex. cartofi, varză), practicată în zone precum Câmpia Română.
- Cultura protejată: Serele și solariile permit cultivarea legumelor pe tot parcursul anului (ex. roșii, castraveți).
- Hidroponia: Cultivarea fără sol, folosind soluții nutritive, ideală pentru salată și ierburi aromatice.
- Agricultura ecologică: Evită pesticidele chimice, folosind compost și metode biologice de combatere a dăunătorilor.
- Rotația culturilor: Alternarea legumelor pentru a preveni epuizarea solului și bolile.

Tehnologiile moderne, precum irigațiile prin picurare și senzorii de umiditate, sporesc eficiența cultivării.

## Specii principale
Legumicultura cuprinde o gamă variată de specii, clasificate după părțile consumate:
- Rădăcinoase: Morcovi, sfeclă roșie, ridichi.
- Folioase: Salată, spanac, varză.
- Fructoase: Roșii, ardei, vinete, castraveți.
- Leguminoase: Fasole, mazăre, linte.
- Tuberculi: Cartofi.
- Bulboase: Ceapă, usturoi.

În România, roșiile, ardeii, castraveții și varza sunt printre cele mai cultivate, datorită cererii ridicate pe piață.

## Istoric
Legumicultura are rădăcini în agricultura antică, când comunitățile cultivau legume pentru subzistență:
- Mesopotamia: Cultivarea cepei și usturoiului (3000 î.Hr.).
- Egiptul antic: Producția de praz și ridichi în sistemele de irigații.
- China antică: Culturi de varză chinezească și soia, descrise în texte agricole.
- Roma antică: Cato cel Bătrân menționează cultivarea verzei și a morcovilor în De Agri Cultura.

În Evul Mediu, mănăstirile europene au dezvoltat grădini legumicole, iar Renașterea a adus progrese prin lucrări precum Théâtre d'Agriculture (1600) al lui Olivier de Serres. Revoluția Agricolă (secolele XVIII–XIX) a introdus serele și selecția soiurilor, iar secolul XX a adus mecanizarea și hibridizarea.

### În România
Legumicultura românească a fost influențată de condițiile pedoclimatice și de tradițiile rurale. Ion Ionescu de la Brad (1818–1887) a promovat cultivarea legumelor în monografiile sale, punând bazele legumiculturii științifice. În secolul XX, bazinele legumicole Matca (Galați), Dăbuleni (Dolj) și Vidra (Ilfov) au devenit centre de producție. Cercetători precum Constantin Sandu-Aldea au dezvoltat soiuri de roșii și ardei adaptate climei românești, iar institutele de cercetare (ex. ICD Legumicultură Vidra) continuă să inoveze. ICD Legumicultură Vidra

## Aplicații practice
Legumicultura are aplicații diverse, contribuind la economie și societate:
- Producția comercială: Cultivarea legumelor pentru piețe și supermarketuri (ex. roșii din Matca).
- Agricultura de subzistență: Grădinile familiale din zonele rurale (ex. cultivarea cepei și morcovilor).
- Industria alimentară: Procesarea legumelor în conserve, sucuri sau murături.
- Export: România exportă ardei și roșii în țările UE.
- Cercetarea: Dezvoltarea soiurilor rezistente la secetă și boli (ex. programele ICD Vidra).

Exemple internaționale:
- Olanda: Sere automatizate pentru roșii și ardei, lider mondial în legumicultură.
- Spania: Producția de castraveți și dovlecei în Almería.
- Kenya: Exportul de fasole verde și mazăre către Europa.

## Contribuții românești
România are o tradiție bogată în legumicultură, susținută de cercetători și institute:
- Ion Ionescu de la Brad: A promovat tehnici moderne de cultivare a legumelor.
- Constantin Sandu-Aldea: A selecționat soiuri productive de roșii și ardei.
- ICD Legumicultură Vidra: Dezvoltă soiuri precum roșia „Buzău 1600” și ardeiul „Capia”.
- USAMV București: Formează specialiști și cercetează metode ecologice de cultivare.

Bazinele legumicole Matca, Dăbuleni și Vidra sunt recunoscute pentru producția intensivă și calitatea legumelor.

## Provocări și tendințe
Legumicultura se confruntă cu provocări majore:
- Schimbările climatice: Seceta și temperaturile extreme afectează recoltele.
- Bolile și dăunătorii: Mana roșiilor și afidele necesită soluții eficiente.
- Costurile ridicate: Serele și irigațiile implică investiții mari.
- Concurența globală: Importurile ieftine pun presiune pe producătorii locali.

Tendințele actuale includ:
- Agricultura de precizie: Utilizarea senzorilor și dronelor pentru monitorizarea culturilor.
- Sere automatizate: Sisteme de control al climei pentru producție continuă.
- Agricultura ecologică: Creșterea cererii pentru legume fără pesticide.
- Hidroponia și aquaponia: Cultivarea eficientă în spații urbane.

## Imagini reprezentative
Legumicultura este ilustrată prin imagini care surprind diversitatea și tehnologiile utilizate: